# The Maternal Spark
Pour plus de détails, voir Fiche technique et Distribution.
The Maternal Spark est un film américain réalisé par Gilbert P. Hamilton, sorti en 1917.

## Synopsis
Howard Helms quitte à regret la petite ville de Pepperell avec sa femme Mary et leur jeune fils Bumpkins pour vivre une nouvelle vie à New York, où on lui a offert un travail bien payé. Rapidement, Howard apprend les règles de la grande ville et tombe amoureux d'une aventurière, Clarice Phillips. Mills, le patron d'Howard, et un ami dévoué de Mary, apprend cette liaison et pousse Howard à la ruine. Pendant ce temps, Mary en appelle à l'instinct maternel de Clarice en lui demandant de lui laisser Howard pour le bien de leur fils. Bien qu'elle soit vraiment amoureuse d'Howard, Clarice le renvoie à sa femme. La famille retourne alors, plus sage, à Pepperell. 

## Fiche technique
- Titre original : The Maternal Spark
- Réalisation : Gilbert P. Hamilton
- Scénario : George DuBois Proctor
- Photographie : Tom Buckingham
- Société de production : Triangle Film Corporation
- Société de distribution : Triangle Distributing Corporation
- Pays d’origine :  États-Unis
- Langue originale : anglais
- Format : noir et blanc — 35 mm — 1,37:1 — Film muet
- Genre : drame
- Durée : 5 bobines
- Dates de sortie :  États-Unis : 16 décembre 1917

## Distribution
- Irene Hunt : Mary Helms
- Rowland V. Lee : Howard Helms
- Josie Sedgwick : Clarice Phillips
- Edward Jobson : Mills
- Joey Jacobs : Bumpkins
- Frank MacQuarrie : Lansing Hawley
- Frank Newburg : l'avocat de Mill